# Distant Relatives
Distant Relatives – wspólny studyjny album amerykańskiego rapera Nasa i jamajskiego artysty reggae Damiana Marleya wydany 18 maja 2010 roku nakładem wytwórni Universal Republic i Def Jam Recordings.
Album był nagrywany od 2008 do 2010 roku w Los Angeles, twórcami muzyki byli głównie Damian Marley i jego brat Stephen. Distant Relatives jest połączeniem hip-hopu i reggae, a tematem większości utworów jest Afryka, z której ma się wywodzić ludzkość, a która jest teraz kontynentem ubóstwa – ziemią, na której toczy się walka o przetrwanie.
Płyta zadebiutowała na 5. miejscu notowania Billboard 200, sprzedając się w pierwszym tygodniu w ilości 57 000 egzemplarzy.

## Koncepcja
Pierwsze doniesienia o płycie pojawiły się podczas rozdania nagród Grammy w 2009 roku – wtedy to Nas powiedział dziennikarzom MTV, że pracuje nad nowym albumem z Damianem Marleyem, a część dochodów ze sprzedaży płyty zostanie przekazana na budowę szkół w Afryce. Tytuł albumu (oznaczający w języku angielskim „dalekich krewnych”) pochodzi od przekonania muzyków o afrykańskich korzeniach całej ludzkości.

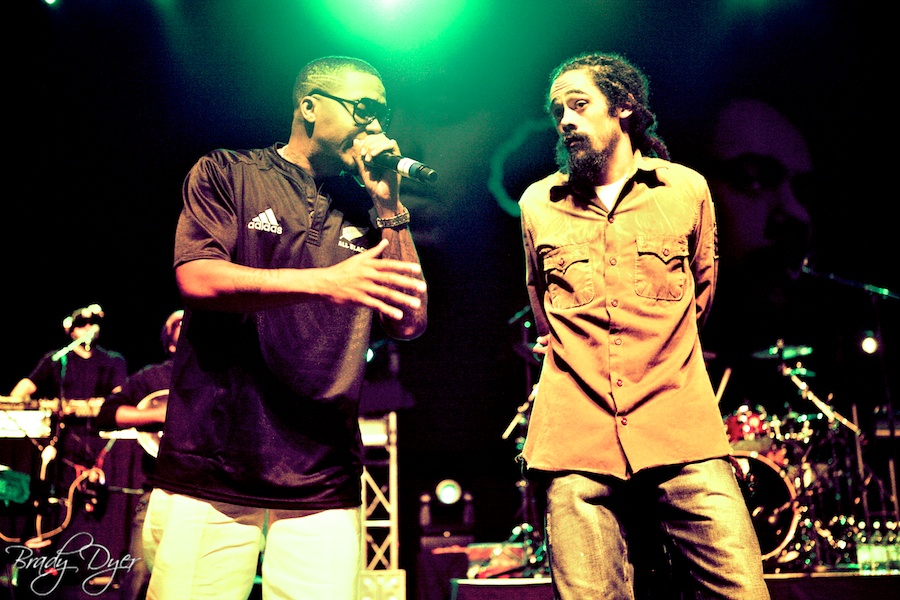
Nas i Damian Marley podczas występu w Nowej Zelandii (2011)

Początkowo płyta miała ukazać się jako minialbum, jednak później Nas i Damian Marley postanowili wydać album długogrający.
Okładka płyty jest opatrzona cytatem Marcusa Garveya, „A people without the knowledge of their past history, origin and culture is like a tree without roots.” (Ludzie bez wiedzy o swojej historii, pochodzeniu i kulturze, są jak drzewa bez korzenii) Ten sam cytat można znaleźć na okładce płyty Survival ojca Damiana Marleya, Boba.

## Proces produkcji i nagrywania
Nas i Damian Marley pracę nad albumem rozpoczęli w 2008 roku. Sesje nagraniowe odbyły się w Los Angeles i w Miami na Florydzie. Wszystkie utwory wyprodukował Damian Marley i jego brat Stephen. Artyści współpracowali między innymi z Joss Stone, Lil Wayne'em, K’naan i Dennisem Brownem.

## Muzyka
Płyta jest połączeniem hip-hopu i reggae. Marley i Nas wykorzystali sample pochodzące z tradycyjnych utworów afrykańskich. Treść utworów koncentruje się na życiu w ubogich krajach Afryki.

## Single
Pierwszym singlem był wydany 23 lutego 2010 przez iTunes utwór „As We Enter”. Do tej pory singiel uplasował się na 10. miejscu listy iTunes Hip Hop/Rap i 41. miejscu notowania iTunes Music. Drugi singiel „Strong Will Continue”, wydany 13 kwietnia, został wykorzystany na ścieżce dźwiękowej do gry 2010 FIFA World Cup.

## Lista utworów
Opracowano na podstawie źródła.
| #                        | Tytuł                                       | Producent      | Sample | Czas |
| ------------------------ | ------------------------------------------- | -------------- | --- | ---- |
| 1                        | As We Enter                                 | Damian Marley  | - „Yegelie Tezeta” w wykonaniu Mulatu Astatke | 2:28 |
| 2                        | Tribes At War (gośc. K’naan)                | Damian Marley  | - „Tribal War” w wykonaniu Earla Lowe’a. | 4:30 |
| 3                        | Strong Will Continue                        | Damian Marley  | | 6:01 |
| 4                        | Leaders (gośc. Stephen Marley)              | Stephen Marley | | 4:19 |
| 5                        | Friends                                     | Damian Marley  | - „Undenge Uami” w wykonaniu David Zé | 4:49 |
| 6                        | Count Your Blessings                        | Damian Marley  | | 4:29 |
| 7                        | Dispear                                     | Damian Marley  | | 5:53 |
| 8                        | Land Of Promise (gośc. Dennis Brown)        | Damian Marley  | - „Promised Land' w wykonaniu Dennisa Browna | 3:53 |
| 9                        | In His Own Words (gośc. Stephen Marley)     | Stephen Marley | | 4:59 |
| 10                       | Nah Mean                                    | Damian Marley  | - „Kurikute” w wykonaniu Sary Chaves - „Ifa” w wykonaniu Tunji Oyelana oraz The Benders - „Moshitup” w wykonaniu Just-Ice'a z gościnnym udziałem KRS-One'a | 4:07 |
| 11                       | Patience                                    | Stephen Marley | - „Sabali” w wykonaniu Amadou & Mariam | 5:45 |
| 12                       | My Generation (gośc. Joss Stone, Lil Wayne) | Damian Marley  | - „Generation” w wykonaniu ZIggy’ego Marleya | 4:00 |
| 13                       | Africa Must Wake Up (gośc. K’naan)          | Damian Marley  | | 6:41 |
| Utwory bonusowe (iTunes) |                                             |                | |      |
| 14                       | Ancient People (gośc. Junior Reid)          | Damian Marley  | | 4:35 |

## Wydania
| Rok  | Nr katalogowy  | Format | Wytwórnia                  | Region          |
| ---- | -------------- | ------ | -------------------------- | --------------- |
| 2010 | B0014136-02    | CD     | Def Jam/Universal Republic | USA             |
| 2010 | GY0060         | LP     | Universal Republic         | USA             |
| 2010 | 2741176        | CD     | Def Jam/Universal Republic | USA             |
| 2010 | B0014298-02    | CD     | Def Jam/Universal Republic | USA             |
| 2010 | 0252741176     | CD     | Def Jam/Universal Republic | Kanada          |
| 2010 | 602527411767   | CD     | Def Jam/Universal Republic | Europa          |
| 2010 | JGONGLP002     | LP     | brak wytwórni              | Wielka Brytania |
| 2010 | 60252741181-86 | CD     | Def Jam/Universal Republic | Polska          |

## Notowania
| Kraj / Notowanie                  | Pozycja |
| --------------------------------- | ------- |
| Austria                           | 53      |
| Belgia                            | 95      |
| Kanada                            | 10      |
| Holandia                          | 72      |
| Niemcy                            | 38      |
| Norwegia                          | 32      |
| Szwecja                           | 42      |
| Szwajcaria                        | 11      |
| Wielka Brytania (UK Albums Chart) | 30      |
| Wielka Brytania (UK R&B Albums)   | 4       |
| USA                               | 5       |
| USA (R&B/Hip-Hop Albums)          | 1       |
| USA (Rap Albums)                  | 1       |
| USA (Reggae Albums)               | 1       |

## Personel
Opracowano na podstawie źródła.

- Luke Aiono – gitara
- Rahsaan Alexander – wokal wspierający
- Chris Athens – mastering
- Kreiger Bailey – wokal wspierający
- Amadou Bajayoko – kompozytor
- Miguel Bermudez – asystent
- Chad Blaize – wokal wspierający
- Dennis Brown – kompozytor, wokal wspierający
- Llamar „Riff Raff” Brown – keyboard
- Ann Marie Calhoun – wiolonczela
- Andrea Carter – gitara
- James „Bonzai” Caruso – miksowanie
- Jason Chantrelle – A&R
- Daniel Chappell – orkiestra
- Squiddly Cole – perkusja, bębny, keyboard
- Shiah Coore – gitara basowa, bębny, wokal wspierający, oklaski
- Greg DePante – asystent
- Courtney Diedrick – bębny, oklaski
- Sean Diedrick – keyboard
- Mariam Doumbia – kompozytor
- Dwayne Carter – kompozytor
- Nabil Elderkin – fotograf
- Paul Fakhourie – gitara basowa, keyboard
- Andre „Illestr8” Forrest – wokal wspierający, oklaski
- Rovleta Fraser – wokal wspierający
- Nesta Garrick – design
- Neville Garrick – fotograf, konsultant
- Marcus Garvey – cytaty
- Rannoy Gordon – gitara
- Andrew Green – inżynier
- Tim Harkins – inżynier
- Phillip „Winta” James – keyboard, wokal wspierający, oklaski
- Nasir Jones – kompozytor, producent wykonawczy
- Keinan Warsame – kompozytor
- L.A.'s Best Sunny Brae Choir – wokal wspierający
- Marc Lee – inżynier
- Funji Legohn – orkiestra
- Casey Lewis – inżynier
- Damian Marley – kompozytor, producent, wokal wspierający, oklaski, producent wykonawczy
- Stephen Marley – gitara, kompozytor, keyboard, producent
- George Massa – inżynier
- Christopher Merridith – gitara basowa, gitara, keyboard
- Jah Amen Mobley – wokal wspierający
- Leon Mobley – perkusja, wokal wspierający
- Vernon Mungo – inżynier
- Josh Newell – inżynier
- Bobby Newland – asystent
- Steve Nowa – asystent
- Oakwood School 5th Grade Choir – wokal wspierający
- Raymond Onyai – wokal wspierający
- George Pajon – gitara
- Lisa Parade – naczelny produkcji
- Josef Powell – wokal wspierający
- José Quintero – asystent
- Benjamin Reid – inżynier, asystent
- Mike Rowe – keyboard
- James Rudder – asystent
- Noelle Scaggs – wokal wspierający
- Miles Tackett – wiolonczela
- Charles Wakeman – inżynier, miks, asystent
- Oren Waters – wokal wspierający
- Will Wheaton – wokal wspierający
- Roselyn Williams – wokal wspierający
- Betty Wright – wokal wspierający
- Eric „Twizted” Young – asystent
- Gabriel Zardes – A&R
- Danny Zook – oczyszczanie sampli